# 28582 Haileyosborn
28582 Haileyosborn este o planetă minoră (asteroid), cu un diametru de 4,445 km, din centura de asteroizi. A fost descoperită pe 11 martie 2000 la Stația Anderson Mesa de Lowell Observatory Near-Earth-Object Search. 
Obiectul prezintă o orbită caracterizată de o semiaxă mare de 2,7528415 UAi, o excentricitate de 0,08, o înclinație de 13,3965 ° în raport cu ecliptica.